# نظرية المقاومة في العصر الحديث المبكر
تُعتبر نظرية المقاومة إحدى جوانب الفلسفة السياسية، وتناقش الأساس الذي يمكن أن يمانع أفراد أو مجموعات سلطةً قائمة استنادا إليه، وقد برزت في السياق الأوروبي كنتيجة للانقاسامات الدينية في مطلع الفترة الحديثة التي عقبت الإصلاح البروتستانتي، ويمكن لنظريات المقاومة أن تبرر عصيان الملوك على أسس دينية، واعتُبرت مهمة في السياسة الوطنية الأوروبية والعلاقات الدولية في القرن المفضي إلى سلام ويستفاليا عام 1648، وبإمكانها أيضاً أن تدعم وتبرر فكرة الثورة مثلما هي مفهومة اليوم، ويمكن اعتبار نظرية المقاومة في الفترة الحديثة المبكرة سابقة لصيغ الحقوق الطبيعية والقانونية للمواطنين، ومتعايشة مع اعتبارات القانون الطبيعي.
ويُعتبر أي «حق في المقاومة» نظرية حول القيود المفروضة على الطاعة المدنية، ورغم أن نظرية المقاومة تُعد جانباً للنظرية السياسية، عادةً ما يؤخذ حق الدفاع عن النفس على أنه جزء من النظرية القانونية، وليس بدعة الفترة الحديثة المبكرة، علماً أن الحجج حول المفهومين تتداخل بالفعل، ولا تتوضح الفروقات كثيراً في المناقشات.

## لغة القضاء
تشكلت نظرية المقاومة كـ «ممانعة للهيئة القضائية»، والتي تعبر عن السلطة بشكلها القانوني، وفي الواقع قد تعبّر الهيئة القضائية هنا عن رئيس الدولة، ولكن المفهوم الحديث للدولة نشأ جنباً إلى جنب مع نظريات المقاومة الحديثة المبكرة، ولم يسبقها.

## نظريات المقاومة المسيحية للفترة الحديثة المبكرة
لم تتطور فروع النظريات المتنوعة بشكل منفصل عن بعضها، واعتمدت على مفكري ما قبل الإصلاح إلى جانب المفكرين العصريين.

### نظرية المقاومة اللوثرية
يُشار إلى أن بدايات نظرية المقاومة البروتستانتية تكمن في المواقف القانونية التي تبناها القضاة العاملون لصالح انتخابية ساكسونيا ولاندغريفية هسن بعد اجتماع أوغسبورغ عام 1530، وقد أُرفِق اعتراف ماغدبورغ عام 1550 بملخص عن الأفكار اللوثرية عن المقاومة، يجادل بأن «القوى التابعة» في الدولة التي تواجه وضعاً تعمل فيه «القوى العليا» على تدمير الدين الحقيقي، في ظل ظروف محددة للغاية «مثلاً عند استيفاء شرط بيروولف»، قد تذهب إلى ما هو أبعد من رفض التعاون مع هذه القوى العليا، فتشجع المؤمنين على المقاومة.

### نظرية المقاومة الكالفينية
تتكرر الأفكار السائدة من اعتراف ماغدبورغ في كتابات كالفين، منذ عام 1558 وما تلاه، وقد جاءت تصريحات جون بونيت، وكريستوفر غودمان وجون نوكس (الحكم غير الطبيعي للنساء) قبل ذاك التطور بقليل، وأشارت شروح كتاب جنيف المقدس إلى نماذج لنظرية المقاومة (ولم تتفرد في ذلك).
وتتضمن الأعمال الأدبية، على سبيل المثال لا الحصر، نظرية مقاومة هيوغوينوت للحروب الدينية الفرنسية، وأصدر ثيودور بيزا عام 1574 عملاً بعنوان «حق القضاة»، تبعه «دفاعات ضد الطغاة» مجهول المؤلف عام 1579، وأصبحت نظرية المقاومة مهمة أيضاً لتبرير الثورة الهولندية، وفي بوليتيكا يوهانس ألثوسيوس (عام 1603)، تناولت حادثة تبرر مقاومة قضاة لقضاة آخرين أعلى شأناً (بمعنى آخر، أعضاء في الطبقة الحاكمة)، في حالة الاستبداد، أميراً أو مجموعة من حكام المقاطعات، وامتدت لتشمل «سلطات» المقاطعة، مماثلة بذلك وضع الثورة الهولندية، وكان ألثوسيوس أقرب في نهجه لزوينغلي من كالفن في الحقيقة، ووضح آراءه عن الكنيسة والدولة في طبعات متتالية.
من جهة أخرى، غيّر هوغو غروتيوس، الذي طُرد من الكنيسة المصلحة الهولندية بسبب آرائه الريمونسترانتية، قضية المقاومة من خلال طريقتين، ففي دي جور بيلي آك باكيس، جادل ضد التمييز في منح حق الدفاع عن النفس والمثول أمام حكومة مسؤولة، ولكنه عدّل القضية، على نحو مؤثر، لتشمل إزالة الصراعات الخاصة من المجتمع السياسي (قضية تهدئة).

### نظرية المقاومة الكاثوليكية
في السياق الفرنسي، نمت نظرية المقاومة الكاثوليكية على الإيمان بالسلطة البابوية المطلقة في ذاك الوقت، وتطورت من خلال المجادلات والانتظام السياسي، وقد ظهر هذا الوضع بسبب بدء تحالف الغاليكانية، التي تميل لرفض الاعتراف بتمتع البابا بسلطات واسعة، مع البوليتيك (وهو مصطلح يشير لأصحاب السلطة في القرنين السادس عشر والسابع عشر اللذين فضّلوا مصلحة ونجاح دولتهم على كل شيء) والرأي الملكي المائل للحق الإلهي، فترك الوضع بعد انعقاد مجلس ترينت اليسوعيين في مواجهة «الحريات» التي طالبت بها الكنيسة الغاليكية والمدافعين عن السلطة البابوية المطلقة.

### نظرية المقاومة وكنيسة إنكلترا
كانت كنيسة إنكلترا بعد الاستيطان الإيليزابيثي منفتحة على الأفكار الكالفينية، عوضاً عن كونها كنيسة كاليفينية: فقُبل اللاهوت الإصلاحي تدريجياً، واحتوى كتاب الأساقفة المقدس عام 1568 على شروح ذات محتوى سياسي مشابه لشروح كتاب جنيف المقدس، ونشر توماس بيلسون عام 1585 «الفرق الحقيقي بين التبعية المسيحية والتمرد غير المسيحي»، في سياق معاهدة نانساتش بين إنكلترا والمقاطعات المتحدة، وأعيدت طباعته عام 1643 عند اندلاع الحرب الأهلية الإنكليزية الأولى، وجادل بيلسون ضد اعتبار الدين وحده أساساً للمقاومة، ولم يعتبر نظريات المقاومة لكريستوفر غودمان، وجون نوكس وهولدريتش ززينغلي ذات أساس سياسي.
وبحلول عهد تشارلز الأول، تركز الاهتمام على اعتبارات أخرى، فأصبحت الأرمينيانية في كنيسة إنكلترا مصدر قلق كبير، ولكن من الناحية اللاهوتية، توافقت الأرمينيانية مع الحق الإلهي، مثلما توافقت مع نظرية المقاومة، فاستمر الجدال حول المقاومة في مكان آخر.

## نظرية المقاومة والحرب الأهلية الإنكليزية
كانت النقاشات السياسية للقانون العام حول كيفية دمج الملكية في «الدستور القديم» أحد سياقات نظرية المقاومة في إنكلترا، فجرت نزاعات سياسية أشعلها اندلاع حرب الثلاثين عاماً في عشرينيات القرن السابع عشر بإجماع مشترك رفض شرعية المقاومة، وقيل إن التنظير حول الدستور الإنكليزي القديم والعائد لأواخر القرن السادس عشر كان «ترياقاً» لنظرية المقاومة.
وتشير السيرة الذاتية لجون بيم التي كتبها كونراد راسل في معجم أوسكفورد للسير الذاتية الوطنية إلى أن بيم، رغم أنه كان على دراية شبه مؤكدة بنظرية المقاومة بصيغتها البروتستانتية، بالقرب من مطلع عام 1642 عندما كانت الحرب الأهلية الإنكليزية الأولى قيد الاندلاع، فقد كان سياسياً أمهر من يُظهر معرفته بالأمر، وناقش راسل كذلك بأن البرلمانيين نجحوا بالكامل تقريباً في تجنب صياغة نظرية للمقاومة.

## نظرية المقاومة بالنسبة لحزب الأحرار البريطاني
تأسس فصيل الأحرار البريطاني في زمن أزمة الاستبعاد حوالي عام 1680 في السياسة البريطانية، وكان هدفه الأولي مقاومة الخلافة الشريعة لعرش جيمس، دوق يورك، وكان لـ «نظرية المقاومة لحزب الأحرار» فروعاً متعددة، وخصوصاً عند مقارنتها بالخصوم المناصرين للخلافة الشرعية (اليعاقبة)، والفصيل السياسي الرئيسي الآخر، وهو فصيل التوريين (المحافظين)، الذين ناصروا الطاعة المطلقة.
ولفتت محاكمة هنري ساتشفيريل في عام 1710، وهو توريّ ورجل دين عالي المقام، الأنظار والتركيز إلى نظريات المقاومة الخاصة بحزب الأحرار، بإنتاج أعمال أدبية مثيرة للجدل، وقد حطمت هذه التطورات جميع أشكال الوحدة في نظرية المقاومة الأنجليكانية، ودافع قسطنطين فيبس عن ساتشفيريل، أما بينجامين هودلي، الذي كان تطرفه لحزب الأحرار واضحاً في مناقشة مؤسسة الحكومة المدنية الأصلية عام 1710، فقدم ادعاءات معاكسة وغير متوافقة عن تعاطي ريتشارد هوكر مع المقاومة، والذي كان قد أصبح حينها شخصية بارزة في اللاهوت الأنجليكاني.